# Rick Riordan
Richard Russell "Rick" Riordan (San Antonio, Texas, 5 de junio de 1964) es un escritor estadounidense. 
Es conocido por ser el autor de la saga Percy Jackson y los dioses del Olimpo y Los Héroes del Olimpo. También escribió la serie de misterio dedicado para el público adulto Tres Navarre, y ayudó en la edición de Demigods and Monsters, una colección de ensayos sobre el tema de su serie Percy Jackson. Ayudó en el desarrollo de los 7 libros de la serie The 39 Clues, escribiendo el primer libro de la serie, El laberinto de huesos. 
En 2012, terminó Las crónicas de Kane, una trilogía enfocada en la Mitología egipcia, y en el 2014, Los Héroes del Olimpo, la secuela de la saga de Percy Jackson y los dioses del Olimpo, se enfoca en la mitología romana y la griega. La mayoría de sus libros están basados sobre las mitologías griega, romana y egipcia, y la trama ambientada sobre la época actual. El 6 de octubre del 2015, se publicó el primer volumen de la trilogía Magnus Chase y los dioses de Asgard: La Espada del Tiempo (en inglés The Sword of Summer: La espada del verano, traducción literal). 
También, tras la publicación de su nueva saga nórdica, anunció Las Pruebas de Apolo: El Oráculo Oculto, una nueva saga enfocada en la mitología griega que tiene como protagonista al dios Apolo convertido en mortal como castigo de Zeus por razones que se explican en el final de Los Héroes del Olimpo. Esta saga consta de cinco libros y es la secuela de Los Héroes del Olimpo. El Oráculo Oculto fue publicado el 3 de mayo de 2016, y su continuación, La Profecía Oscura, vio la luz el 17 de mayo de 2017. El 4 de octubre del año 2016, se publicó El Martillo de Thor, segundo volumen de la serie Magnus Chase.

## Vida y obras

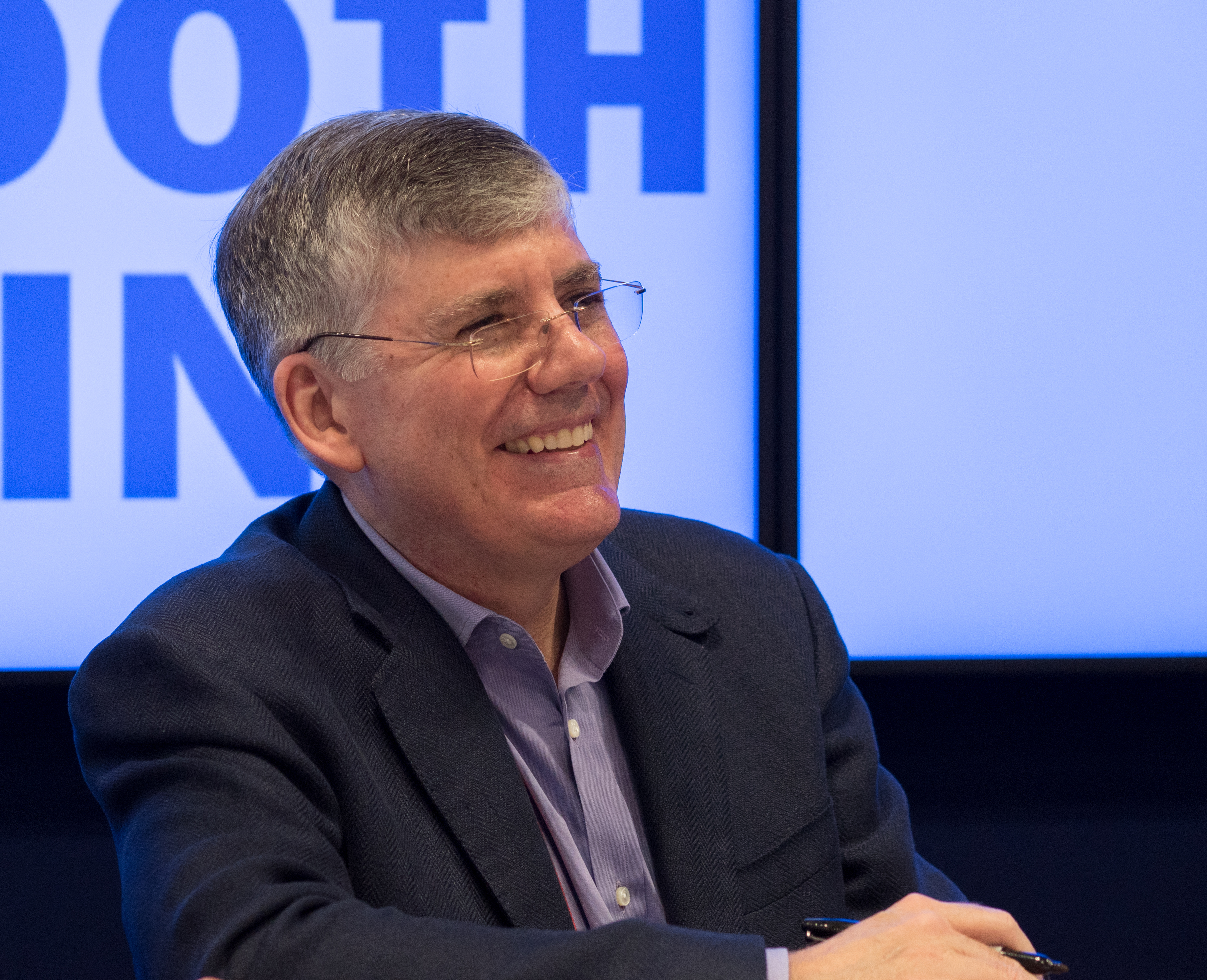
Rick Riordan BookExpo America 2018 en la Javits Convention Center en New York City.

Rick Riordan nació y se crio en San Antonio, Texas, graduándose en la escuela secundaria de Alama Heights. Después se graduó en la Universidad de Texas. Dio clases de Inglés y Estudios Sociales durante 8 años en Presidio Hill School en San Francisco.
Riordan ha creado varias exitosas sagas literarias: la multipremiada saga de misterio para adultos Tres Navarre, que sigue las aventuras de un erudito texano; Fue profesor en Presidio Hill school, durante este tiempo, escribió su primer gran éxito, Percy Jackson y el ladrón del rayo, el gran éxito de este libro, lo hizo volverse escritor, la saga sigue a un adolescente, Percy Jackson, de 12 años que descubre que es un hijo moderno del dios de la Antigua Grecia, Poseidón. Twentieth Century Fox compró los derechos cinematográficos y estrenó Percy Jackson y el ladrón del rayo el 12 de febrero del 2010. Debido al triunfo de "Percy Jackson", Riordan creó Las crónicas de Kane. También siguiendo la línea de mitologías antiguas, está gira en torno a la mitología egipcia y sus dos hermanos protagonistas, Sadie y Carter Kane. El primer libro, La pirámide roja, se publicó el 4 de mayo del 2010; la secuela, El trono de fuego, fue publicada el 3 de mayo de 2011. El tercer y último libro de Las Crónicas de Kane, La sombra de la serpiente, salió a la venta el 1 de mayo de 2012. Riordan también creó otra saga secuela de Percy Jackson, Los héroes del Olimpo. El primer libro, El héroe perdido, fue lanzado en los Estados Unidos el 12 de octubre del 2010; la secuela, El Hijo de Neptuno, fue lanzado el 4 de octubre de 2011; el tercer libro en la saga, La Marca de Atenea, fue lanzado el 2 de octubre del 2012; el cuarto libro, La Casa de Hades, fue lanzado el 8 de octubre del 2013; y el quinto libro, La Sangre del Olimpo se estrenó el 7 de octubre de 2014. La Espada del Tiempo, el primer libro en la serie Magnus Chase y los dioses de Asgard, una serie sobre la mitología nórdica, fue lanzado el 6 de octubre del 2015. Además Riordan ayudó en la creación de la serie de libros infantiles The 39 Clues; escribió varios de los libros de la serie, incluyedo El laberinto de huesos, el cual estuvo en la cabeza de la lista de The New York Times Best Seller list el 28 de septiembre de 2008. En septiembre de 2015 anunció su nueva saga que seguiría a los semidioses griegos y al dios Apolo humanizado: Las Pruebas de Apolo; el primer libro de esta saga, El Oráculo Oculto, fue lanzado el 3 de mayo de 2016 a la venta en los Estados Unidos.
La San Diego Comic-Con International 2010 tuvo a Riordan como invitado.[cita requerida] Riordan vive en Boston con su esposa, Becky, y sus dos hijos Patrick y Haley, quienes inspiraron la serie de Percy Jackson como una historia para antes de dormir.

## Rick Riordan Presents
En septiembre de 2016, Disney-Hyperion anunció un nuevo sello de Rick Riordan. El sello se llama "Rick Riordan Presents" y se lanzó en marzo de 2018. Está dirigido por la editora de Riordan, Stephanie Owens Lurie.
Lurie dijo que a Riordan se le había planteado la posibilidad de un sello editorial hace varios años, pero que inicialmente descartó la idea debido a su gran carga de trabajo. Más tarde, volvió a informar de que había estado "jugando con la idea" y que estaba "dispuesto a seguir adelante con una línea editorial que no fuera una extensión de la marca de su propia obra, sino una plataforma para que Riordan diera a conocer a otros grandes escritores a su vasto y leal público". También dijo que el sello editorial planeaba lanzarse con dos libros entonces indeterminados. "El objetivo de hacer este anuncio ahora es dar a conocer lo que estamos buscando"
El sello no publicará libros escritos por Riordan, "cuyo papel se acercará más al de comisario". En una entrevista con la Iowa Gazette, Riordan dijo: "En lugar de que yo escriba todas las mitologías, vamos a buscar autores que ya estén escribiendo sobre esas cosas. Si siento que puedo recomendarlos [a mis lectores]... vamos a tenerlos en el punto de mira" Se hará hincapié en "la ficción diversa y basada en la mitología de autores nuevos, emergentes y poco representados". Lurie expresó su esperanza de que el sello ayude a satisfacer a los fans de Riordan sin pedirle al autor que escriba más de sus habituales dos libros al año

## Libros publicados

### Las Crónicas del Campamento Mestizo

#### SagaPercy Jackson y los dioses del Olimpo
- El ladrón del rayo (The Lightning Thief) — 1 de julio de 2005; (español, 2006) (Traducción de Libertad Aguilera Ballester, Editorial Salamandra, Barcelona)[8]
- El mar de los monstruos (The Sea of Monsters) — 1 de abril de 2006; (español, 2008) (Traducción de Santiago del Rey Farrés, Editorial Salamandra, Barcelona)[9]
- La maldición del titán (The Titan's Curse) — 1 de mayo de 2007; (español, 2009) (Traducción de Santiago del Rey Farrés, Editorial Salamandra, Barcelona)[10]
- La batalla del laberinto (The Battle of the Labyrinth) — 6 de mayo de 2008; (español, 2009) (Traducción de Santiago del Rey Farrés, Editorial Salamandra, Barcelona)[11]
- El último héroe del Olimpo (The Last Olympian) — 5 de mayo de 2009; (español, 2010) (Traducción de Santiago del Rey Farrés, Editorial Salamandra, Barcelona)[12]
- El cáliz de los dioses (The Chalice of the Gods) — 26 de septiembre de 2023; (español, 2023)  (Traducción de Ignacio Gómez Calvo, Editorial Salamandra, Barcelona)
- La diosa de tres cabezas (Wrath of the Triple Goddes) - 24 de septiembre de 2024 (español, noviembre de 2024) (Traducción de Ignacio Gómez Calvo, Editorial Salamandra, Barcelona)

Libros secundarios
- El expediente del semidiós (The Demigod Files) — 10 de febrero de 2009 (en español está incluido en "Percy Jackson y la vara de Hermes")/ Ocurre entre "La batalla del laberinto" y "El último héroe del Olimpo"
- Semidioses y monstruos (Demigods and monsters) — 1 de enero de 2008
- The ultimate guide, no tuvo traducción al español (The ultimate guide) — 10 de febrero de 2009

Novelas Gráficas
- Percy Jackson y el ladrón del rayo: Novela Gráfica — 2010
- Percy Jackson y el mar de los monstruos: Novela Gráfica — 2013
- Percy Jackson y la maldición del titán: Novela Gráfica — 2019

#### SagaLos héroes del Olimpo
- El héroe perdido (The Lost Hero) — 12 de octubre de 2010; (español, 2013)
- El hijo de Neptuno (The Son of Neptune) — 4 de octubre de 2011; (español, 2013)
- La marca de Atenea (The Mark of Athena) — 2 de octubre de 2012; (español, 2013)
- La casa de Hades (The House of Hades) — 8 de octubre de 2013; (españo, 2014)
- La sangre del Olimpo (The Blood of Olympus) — 7 de octubre de 2014; (español, 2015)

Libros secundarios
- Percy Jackson y la vara de Hermes (The Demigod Diaries) — 14 de agosto de 2012; (español, junio de 2018). Ocurre entre "El héroe perdido" y "El hijo de Neptuno"
- Percy Jackson y los dioses griegos (Percy Jackson's Greek Gods) — 7 de agosto de 2014; (español, 2015)
- Percy Jackson y los héroes griegos (Percy Jackson's Greek Heroes) — 6 de agosto de 2015 (español, 2017)

2014, español 2017
Novelas Gráficas
- El héroe perdido: Novela Gráfica — 2010

#### SagaLas Pruebas de Apolo
- El Oráculo Oculto (The Hidden Oracle) - Libro 1 - 5 de mayo de 2016 (español, 2016)
- La Profecía Oscura (The Dark Prophecy) - Libro 2 - 17 de mayo de 2017 (español, 2017)
- El Laberinto en llamas (The Burning Maze) - Libro 3 - 1 de mayo de 2018 (español, 2017)
- La Tumba del Tirano (The Tyrant's Tomb)  - Libro 4 - 24 de septiembre de 2019 (español, 2020)
- La Torre de Nerón (The Tower of Nero) - Libro 5 - 6 de octubre de 2020 (español, 2020)

Libros secundarios
- Guia clasificada del Campamento Mestizo (Camp Half-Blood confidential: your real guide to the demigod training camp) - 2 de mayo de 2017 (español, 2018)
- La maldición del campamento Júpiter (Camp Jupiter classified: a probatio's journal) - 5 de mayo de 2020 (español, en preventa para el 17 de marzo del 2022)
- Percy Jackson y la cantante de Apolo (Percy Jackson and the singer of Apollo) - 16 de septiembre de 2013

### SagaLas crónicas de Kane
- La pirámide roja (The Red Pyramid) — 4 de mayo de 2010 (español, 2011)
- El trono de fuego (The Throne of Fire) — 4 de mayo de 2011 inglés (español, 2012)
- La sombra de la serpiente (The Serpent's Shadow) — 1 de mayo de 2012 (español, 2013)

Libros secundarios
- La guía de supervivencia (Survival Guide) — 20 de marzo de 2012 (por ahora no disponible en español)
- Dioses Egipcios (Brooklyns house magicians manual) — 30 de abril de 2018 (español, 2019)

Novelas Gráficas
- La Pirámide Roja: Novela Gráfica — 2010
- El trono de fuego: Novela Gráfica — 2019
- La Sombra de la serpiente: Novela Gráfica — 2019

### Magos y Semidioses: Percy Jackson se une a los Kane (Demigods and magicians)
30 de junio de 2015 (español, 2017)
Contiene las siguientes historias, disponibles por separado en e-pub
- El Hijo de Sobek (The Son of Sobek) — 18 de junio de 2013
- El Báculo de Serapis  (The Staff of Serapis) — 8 de abril de 2014
- La Corona de Ptolomeo  (The Crown of Ptolemy) — 12 de marzo de 2015

### SagaMagnus Chase y los dioses de Asgard
- La Espada del Tiempo (The Sword of Summer) Libro 1 - 6 de octubre de 2015 (español, 2016)
- El Martillo de Thor (The Hammer of Thor) Libro 2 - 4 de octubre de 2016 (español, 2017)
- El Barco de los Muertos (The Ship of the Dead) Libro 3 - 3 de octubre de 2017 (español, 2018)

Libros secundarios
- Héroes Nórdicos (Hotel Valhalla: Guide to the Norse worlds) — 16 de agosto de 2016 (español, 2017)
- Los Nueve Mundos (9 from the Nine Worlds)  - 2 de octubre de 2018 (español, 2021)

### Otros Libros
- Las 39 pistas
- El Laberinto de Huesos (The Maze of Bones) — 9 de septiembre de 2008; español 2011
- La última descendiente (Daughter of the deep) — 5 de octubre de 2021; español 2021
- La profecía del rayo y las estrellas (The Sun and the Star)  — 2023

## Premios
- 1998 Shamus Award and Anthony Award por Big Red Tequila[14]
- 1999 Edgar Award por Tapa blanda más Original por The Widower's Two-Step[15]
- 2008 Mark Twain Award por El Ladrón del Rayo
- 2009 Mark Twain Award por El Mar de los Monstruos
- 2009 Rebecca Caudill Award por El Ladrón del Rayo
- 2010 School Library Journal's Best Book por La Pirámide Roja[16]
- 2011 Children's Choice Book Awards: Autor del Año[17]
- 2011 Children's Choice Book Awards: Quinto grado a sexto grado Libro del Año por La Pirámide Roja[17]
- 2011 Wyoming Soaring Eagle Book Award por El Último Héroe del Olimpo
- 2011 Milner Award for Percy Jackson y los Dioses del Olimpo Serie
- 2012 Indian Paintbrush Award por La Pirámide Roja
- 2013 Best Fiction Book for Children en Bulgaria por La Marca de Atenea
- 2017 Stonewall Book Award for Children's literature for El martillo de Thor[18]
- 2020 Best Friend Forever of Isamar